# Shyris
Die Shyris waren ein Volk, das durch die Niederwerfung des Volks der Quitus das umstrittene Reino de Quito im heutigen Ecuador gegründet haben soll und das Mitte des 15. Jahrhunderts von den Inka besiegt wurde. Dies geht aus dem Werk Historia del Reino de Quito des Jesuiten Juan de Velasco hervor und wurde aus Erzählungen der indigenen Bevölkerung aufgenommen, die die Legenden als Tatsachen betrachtete. Vor einem Jahrhundert wurden Velascos Behauptungen durch den ecuadorianischen Historiker Federico González Suárez angezweifelt und später durch Jacinto Jijón y Caamaño, ebenfalls ein ecuadorianischer Historiker, auf archäologische Studien dieser Epoche gestützt widerlegt.

## Die Legende
Die Shyris (Shiris, Schyris oder Scyris) nannten sich zunächst Caras und gelangten in Balsa-Segelbooten an die ecuadorianische Küste (in der Provinz Manabí), wo sie der Bahía de Caráquez ihren Namen gaben. Die Archäologie bestätigt, dass viele Einwanderer mit Balsa-Segelbooten an der ecuadorianische Küste anlandeten, in den Provinzen Guayas, Manabí und  Esmeraldas, möglicherweise aus Zentralamerika.

### Gründung von Carán
Die Caras gründeten eine Stadt, Carán, am Ufer eines Flusses namens Chone. Nach längerer Zeit beschloss ihr Anführer, weiter nach Norden zu ziehen, wo das Volk auf den Río Esmeraldas in der heutigen Provinz Esmeraldas stieß. Die Caras nannten diesen Anführer "Shyri", d. h. oberster Kriegsherr. Das Wort shyri existiert noch heute in der Region um Quito und hat bei der indigenen Bevölkerung die Bedeutung "Herr". Der Shyri trug auf der Stirn einen großen Smaragd in einem goldenen Stirnband als Zeichen seiner Macht.

### Sieg über die Quitus und Gründung der Shyri-Dynastie
Indem sie den Río Esmeraldas hinauffuhren, gelangten die Caras in die nördlichen ecuadorianischen Anden. Die Provinz Pichincha wurde in dieser Epoche von den Quitus bewohnt, einem Volk, das schlecht regiert wurde und das der Shyri aus Carán und die Caras, von den Quitus Shyris genannt, leicht unterwerfen konnten. Shyri, der Anführer der Caras, gründete eine Dynastie und wurde als Shyri de Carán oder Shyri Carán I. bekannt, um ihn von den nachfolgenden Königen abzugrenzen, die den gleichen Gründertitel trugen.

### Expansion und Gründung des Reino de Quito
Die folgenden Shyrikönige unterwarfen weitere Völker wie die Cayambi, Otavalo, Huaca und Tus, expandierten auf das Gebiet der Quillacingas und besiegten im Süden die Latacunga- und Ambato-Völker. Sie versuchten auch erfolglos, die mächtigen Könige der Puruhá zu besiegen.
Bis zum Jahr 1300 hatten 11 Shyri Carán regiert. Shyri Carán XI., der sich alt fühlte und weder einen Sohn noch einen Neffen hatte, der die Thronnachfolge übernehmen konnte, schlug dem König der Puruhá, Condorazo, die Hochzeit seiner Tochter Toa mit Duchicela vor, dem Prinz der Puruhá. Dieser sollte ihm nach seinem Tod nachfolgen und beide Reiche vereinen. Um dies zu ermöglichen, änderte Shyri Carán XI. das Gesetz der Dynastie und ernannte Prinzessin Toa vor den versammelten Adligen des Reiches zur legitimen Erbin des Thrones. Mit beidseitigem Einverständnis beschloss man ihre Heirat mit Duchicela.
Nach dem Tod des Shyri de Quito regierte Duchicela bis zum Jahr 1370 das Quito-Reich (in den nördlichen ecuadorianischen Anden) und das Puruhá-Reich (in den zentralen ecuadorianischen Anden), während Condoraso, sein Vater, abdankte und sich auf einen Hügel zurückzog, dem er seinen Namen gab. Duchicela trug den Titel Duchicela-Shyri XII. oder einfach Rey de Quito. Während seiner Herrschaft  schlossen sich die Cañaris und andere Völker aus den südlichen ecuadorianischen Anden aus Angst vor den Invasionen der Inka an das Reino de Quito an.
Ihm folgte Atauqui (Autachi) als Duchicela-Shyri XIII., dessen Regierungszeit (1370–1430) weitgehend unereignisreich blieb. 
Atauquis Nachfolger war auf seinen Wunsch und den seiner Vasallen sein zweitgeborener Sohn, Hualcopo. Er trug den Titel Duchicela Shyri XIV. Er regierte zunächst friedlich, musste sich um 1450 aber einer Invasion der Inkas unter Túpac Yupanqui geschlagen geben.
Die wichtigsten Andenvölker, die im Moment der Eroberung durch die Inkas ins Reino de Quito integriert waren, waren folgende: Pastos, Quillacingas, Tulcanes, Huacas, Caranquis, Pimampiros, Otavalos, Cayambis, Cochasquies, Quitus, Panzaleos, Latacungas, Mochas, Puruháes, Chimbos, Cañaris, Tomebambas, Paitas, Zarzas, Huancabambas und Ayabaca.